# Ракообразна мъглявина
Ракообразната мъглявина (М1, NGC1952) е останка от свръхнова в съзвездието Бик. Сведения за нея се намират в китайски и арабски летописи, като е отбелязано, че свръхновата е била видима и през деня, въпреки силната слънчева светлина. М1 се намира на около 6500 св.г. (2 kpc), линейният ѝ диаметър се оценява на 10 св.г.. Скоростта на разширение на мъглявината е около 1500 км/с.
В ядрото на мъглявината е разположен голям пулсар с период от 1/30 от секундата. Той е мощен източник на електромагнитни вълни от целия спектър, които понякога се използват за изследване на обектите, през които преминават (напр. през 50-те и 60-те години на XX век е направено обстойно изследване на Слънчевата корона на базата на това как тя поглъща радиовълните, идващи от M1. Със същия метод е измерена и дебелината на атмосферата на сатурновия спътник Титан).

## История
М1 е открита от Джон Бивайс през 1731 г. и след това, независимо от него, преоткрита от Шарл Месие през 1758 г., който я включва в каталога си. Името „Ракообразна мъглявина“ е дадено от Уилям Парсънс, който я наблюдава през 1840 г.
В началото на XX век, при сравняване на различни фотографии на мъглявината се вижда, че тя се разширява със значителна скорост. Ако разширението се екстраполира в обратна посока се оказва, че преди около 900 години мъглявината трябва да е била с размерите на звезда. Историческите данни показват, че през 1054 година, китайски и арабски астрономи описват „звезда-гостенка“ в съзвездието Бик.
Съвременните анализи показват, че свръхновата, породила мъглявината, (SN1054) е избухнала през април или май 1054 година, достигайки видима звездна величина между -7 и -4.5 (по-ярка от всички тела на небесната сфера, с изключение на Слънцето и Луната). SN 1054 е била видима с невъоръжено око в продължение на 2 години.

## Особености
Във видима светлина, Ракообразната мъглявина представлява продълговат овал, с дължина 6 ъглови минути и ширина 4 ъглови минути (за сравнение, Луната е с ъглов диаметър от 30'). Веществото в мъглявината представлява най-вече остатък от атмосферата на прогенитора, състояща се предимно от водород, йонизиран хелий, въглерод, азот, кислород, азот, желязо, неон и сяра. Температурата на облака е между 11 000К и 18 000К, а плътността е 1300 частици/см³.
По-голямата част от излъчваната енергия идва от синхротронното лъчение, каквото се поражда при движение на електрони с релативистични скорости в магнитно поле, съгласно теорията на Йозеф Шкловски от 1953.
Ракообразната мъглявина се разширява със скорост от 1500 км/с. При сравняване на ъгловото разширение на мъглявината, със спектроскопично измереното, може да се изчисли разстоянието до М1, което е 6300 св.г.
Интересна особеност на М1 е, че теоретичните модели предвиждат, че такава мъглявина трябва да е образувана от звезда, с маса между 8 и 12 слънчеви маси, докато масата на пулсара, заедно с масата на мъглявината не надвишават 5 слънчеви маси. В теориите, обясняващи този парадокс, се среща твърдението, че малко след взрива голяма част от материята е издухана от силен звезден вятър, което обаче означава, че около звездата следва да се е образувала обвивка. Такава обвивка не е намерена, въпреки че е търсена във всички дължини на вълната.